# Gynacantha bayadera
Gynacantha bayadera е вид водно конче от семейство Aeshnidae. Видът не е застрашен от изчезване.

## Разпространение
Разпространен е във Виетнам, Индия (Андхра Прадеш, Асам, Карнатака, Мадхя Прадеш, Махаращра, Мегхалая, Нагаланд, Никобарски острови, Ориса, Сиким и Утаракханд), Индонезия (Калимантан, Малки Зондски острови, Папуа, Суматра и Ява), Китай (Хайнан), Малайзия (Западна Малайзия и Сабах), Мианмар, Непал, Провинции в КНР, Сингапур, Тайван, Тайланд и Филипини.